# Arc à poulies
Un arc à poulies est un arc moderne qui utilise un effet de levier, généralement par des câbles et des poulies, pour tendre les branches.
L'arc à poulies a été développé en 1966 par Holless Wilbur Allen dans le Missouri, et a obtenu un brevet aux États-Unis en 1969. L'arc à poulies est devenu de plus en plus populaire, et est devenu l'arc le plus utilisé aux États-Unis.

## Fonctionnement

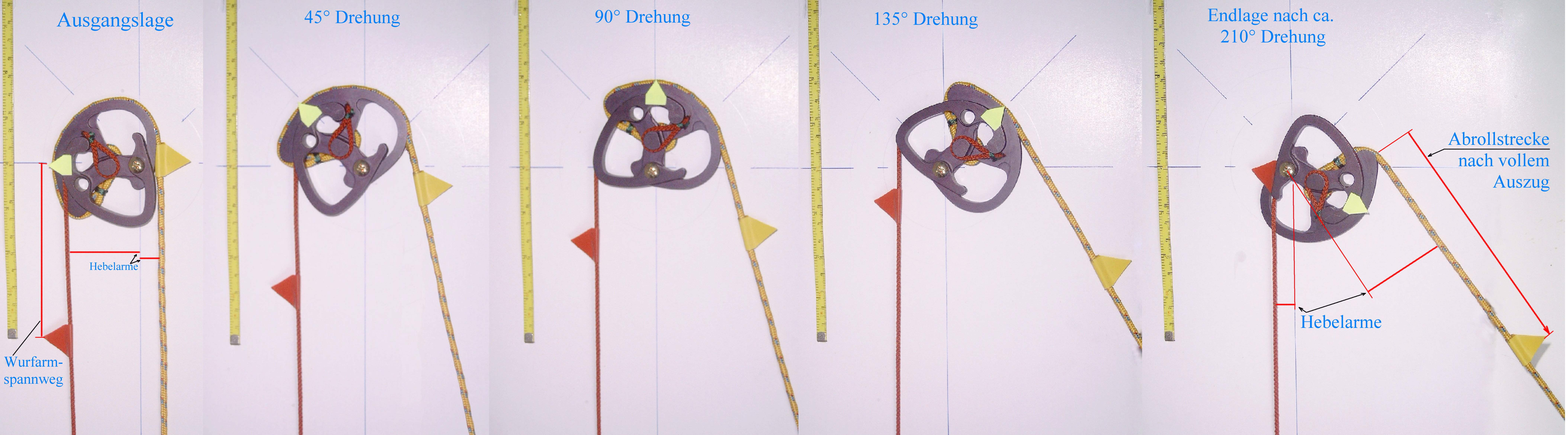
fonctionnement de la poulie.

Les branches d'un arc à poulies sont généralement plus raides que celles d'un arc classique ou d'un arc droit. Grâce à cette rigidité, l'arc peut produire plus d'énergie que les autres arcs, mais les branches sont trop dures pour être armées par simple action directe sur la corde. La corde est attachée aux poulies (cames), l'une d'entre elles ou les deux étant reliées à l'autre branche par un câble. Quand la corde est tendue, elle fait tourner les poulies. Celles-ci tirent sur les câbles qui tendent les branches et stockent l'énergie.
L'utilisation de l'effet de levier donne à l'arc à poulie sa courbe tension/allonge caractéristique, avec un pic d'effort, puis une décroissance (let off) à une puissance de maintien.
L'arc à poulies est peu affecté par les changements de température et d'humidité, et donne une plus grande vitesse que les autres arcs.

## Cames et poulies
Les poulies sont également appelées "cames", parce que leur forme n'est pas forcément circulaire. En mécanique, une came est un dispositif non circulaire tournant sur un axe et permettant de transformer des mouvements et des forces (généralement de rotation sur un arbre à cames) en mouvements et en forces linéaires. Sur un arc à poulies, cependant, la forme des cames permet (en plus de la forme globale de l'arc) de créer des effets particulier de levier pour certaines positions (en fonction des rayons de la came pour les deux côtés de la poulie à une position donnée - voir photos "fonctionnement de la poulie") et de décider avec précision de la répartition de la force à appliquer en fonction de l'écart à la position de repos.
La forme particulière de la came et de l'arc déterminent pour chaque position intermédiaire entre la position "au repos", et la position totalement tendue (de maintien), la force exercée par l'arc, contre laquelle doit lutter l'archer pour bander l'arc, et qui va également déterminer la fonction d'accélération de la flèche ainsi que le choc en retour (recul) que va subir l'archer au moment où la flèche part. Sur les photos, on peut clairement observer que pour certaines position de traction (en particulier au repos), la corde rouge est beaucoup plus éloignée de l'axe que la corde jaune, ce qui implique que l'effort pour sur la corde jaune est très important, alors qu'au contraire, en position de maintien cet effet est inversé, ce qui implique la force de maintien est beaucoup plus faible que la force nécessaire pour sortir de la position de repos.
Il existe des formes de cames plus douces ou plus dures et plus puissantes, qui seront plus adaptées à des archers respectivement débutants ou plus expérimentés (voir plus bas). L'énergie finale de la flèche correspond à la somme (ou plutôt l'intégrale), des parties d'énergie transmises par la force de la corde à la flèche, pour chaque partie du trajet entre la position de maintien et la position de repos. Si on représentait sur un graphique, pour un arc donné, la courbe représentée, pour chaque position (en mètres) de traction de la corde depuis la position de repos, par la force (en newtons) opposée par la corde, la surface représentée sous cette courbe entre une position initiale donnée et la position de repos, correspondrait à l'énergie totale (en joules) communiquée à la flèche si on la lâche depuis cette position initiale.

## Construction d'un arc à poulies

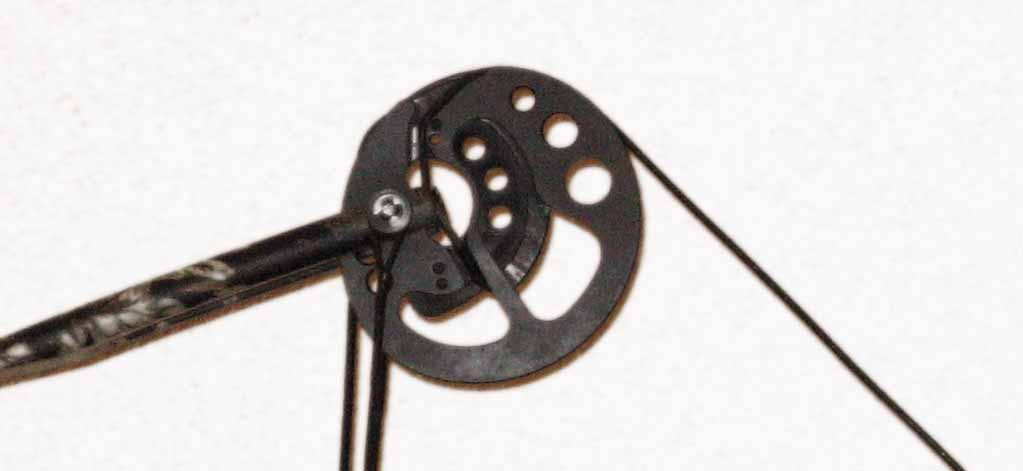
Détail sur le système de poulie de l'arc Browning.

La poignée d'un arc à poulies est généralement faite d'aluminium ou de magnésium. Les poignées sont étudiées pour être le plus rigide possible. La poignée est l'élément central sur lequel seront montés les autres composants, tels que les branches, le viseur, la stabilisation, voire le carquois.
Les branches sont faites de matériaux composites et sont capables d'endurer de grands efforts de tension et de compression. Les branches stockent l'intégralité de l'énergie de l'arc, rien n'est stocké dans les poulies et les câbles.
Dans la configuration la plus fréquente, il y a une came ou une roue à l'extrémité de chaque branche. La forme de la poulie peut varier entre les différents designs d'arcs. 
Les cordes et les câbles sont généralement fabriqués en fibres synthétiques (Vectran, Dyneema…) et sont prévus pour avoir une grande résistance à la traction et un allongement minimal, de manière que l'arc transfère son énergie de manière efficace et durable. Dans les premiers modèles d'arc, les câbles étaient souvent réalisés en acier revêtu de plastique.

## Avantages par rapport aux autres arcs

### Avantages techniques

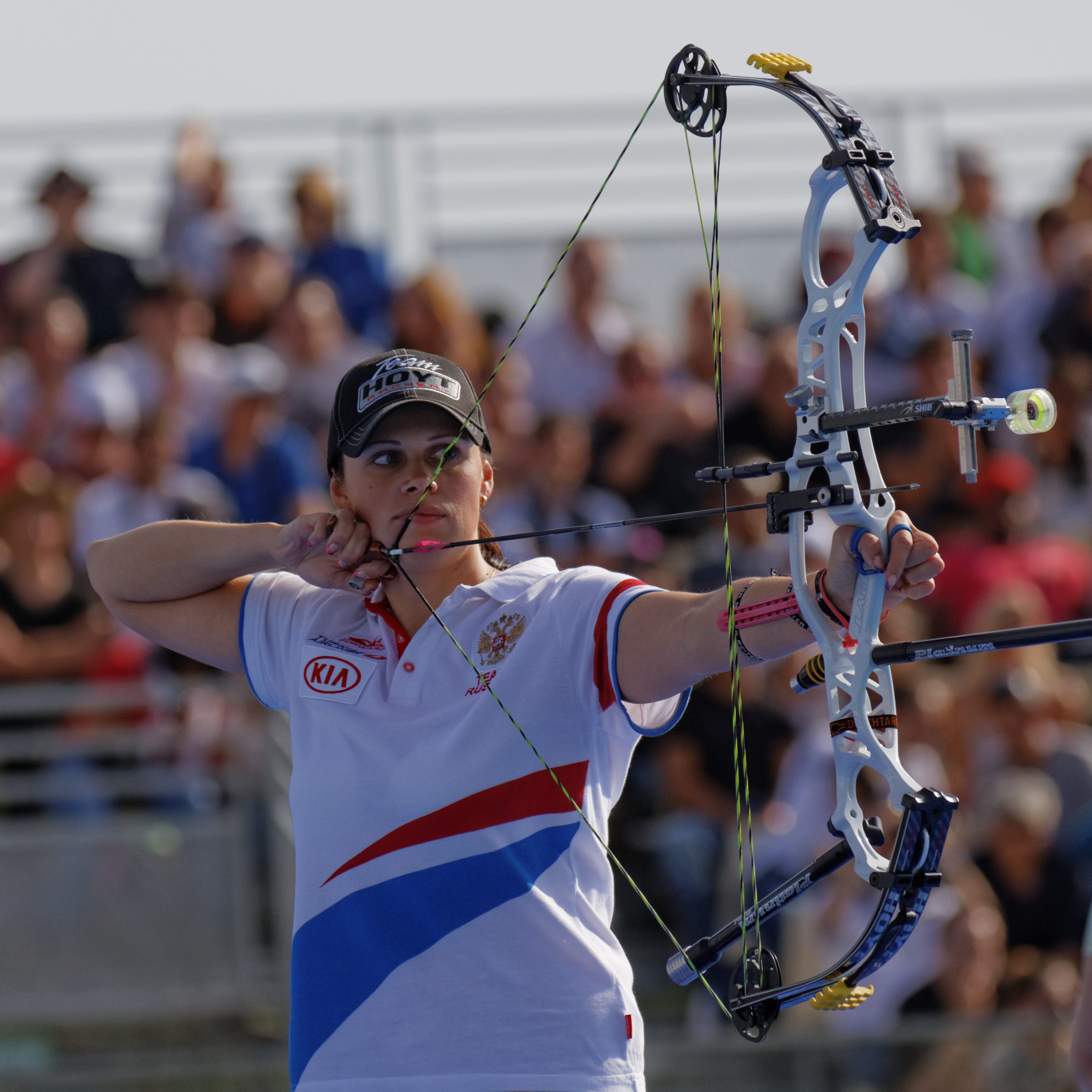
Albina Loginova durant une compétition d'arc à poulies.

Lorsque l'arc est armé, sa puissance monte jusqu'à un pic, puis décroît jusqu'à l'effort de maintien. Cet effort de maintien peut être de 35 % (let off de 65 %) à 20 % (let off de 80 %) de la puissance maximale. Un fabricant (Concept Archery) fabrique un arc à poulies avec 99 % de let off. 
Ce let off permet à l'archer d'utiliser efficacement un arc avec une plus grande puissance qu'il ne pourrait le faire avec un arc droit ou un arc classique.
Le système de cames peut inclure des pièces recouvertes de caoutchouc pour définir l'allonge de l'arc. Ces pièces fournissent un « mur » sur lequel l'archer peut s'appuyer quand il est en traction, celles-ci pouvant être réglées à l'allonge optimale de l'archer. Ceci permet à l'archer d'obtenir un point d'ancrage répétable et une énergie transmise à la flèche constante, améliorant ainsi la précision.
Le dessin des poulies (cames) contrôle directement l'accélération de la flèche. Ce qu'on appelle une soft cam (came douce) accélèrera la flèche plus doucement qu'une hard cam (came dure). Les archers débutants commenceront généralement avec une soft cam, alors que les archers plus confirmés choisiront une hard cam pour gagner de la vitesse. Les arcs peuvent être fournis avec une variété dans les cames.
Certains systèmes de poulies utilisent une seule came en bas de l'arc, et une roue équilibrée au sommet de l'arc au lieu de deux cames identiques. Cette conception élimine le besoin de câbles, et utilise à la place une seule corde qui commence sur la came du bas, passe autour de la roue du haut, autour de la came du bas encore une fois, et vient s'attacher à la branche supérieure.

### Autres avantages
Les tireurs d'arc à poulies utilisent généralement un moyen mécanique (un décocheur) pour aider à tenir et lâcher la corde. Ce moyen s'attache à la corde près des points d'encochage de la flèche, et permet à l'archer de relâcher la corde par une action sur un levier ou par une augmentation de l'effort de traction. L'utilisation d'un décocheur permet d'avoir une décoche plus régulière que par l'action directe des doigts sur la corde.
En compétition, l'utilisation d'un viseur grossissant (scope) est autorisée. 

### Inconvénients
La faible puissance de maintien par rapport à un autre arc rend l'arc à poulies plus sensible à certaines formes d'erreurs quand l'archer est en pleine allonge. En particulier, il est plus facile pour l'archer de donner un effet de couple autour de l'axe vertical, amenant des erreurs de latéral.

## Valeurs descriptives d'un arc à poulies
L'allonge standard AMO (pour Archery Manufacturers Organization) est la distance entre la corde à pleine allonge et le plus bas point du grip, plus 4,45 cm (1,75 pouce). Comme la puissance de l'arc peut croître et décroître de manière plus ou moins rapide autour du « pic » de puissance, les arcs de même puissance au pic peuvent stocker des quantités d'énergie différentes. Norbert Mullaney a défini un ratio « énergie stockée / puissance maximale » (stored energy / peak draw force = SE/PDF). Ce ratio se situe généralement autour de 3 joules par kilogramme mais peut atteindre 4,2 J/kg.
L'efficacité des arcs varie également. Le rendement (énergie transmise / énergie stockée) d'un arc se situe généralement entre 70 % et 85 %. L'énergie stockée est appelée énergie potentielle. Quand elle est transférée à la flèche, on parle d'énergie cinétique. Le produit du ratio SE/PDF par le rendement est appelé « facteur de puissance ». Il y a deux moyens standards de quantifier ce facteur, les vitesses AMO et IBO (pour International Bowhunters Organization).
La vitesse AMO est définie comme la vitesse initiale d'une flèche de 35 g (540 gr) tirée d'un arc avec une puissance maximale de 270 N (60 lbf) à une allonge de 76 cm (30 pouces).
La vitesse IBO est définie comme la vitesse initiale d'une flèche de 22,7 g (350 gr) tirée d'un arc avec une puissance maximale de 300 N (70 lbf) à une allonge de 76 cm (30 pouces).

## Flèches utilisées
Les flèches utilisées avec un arc à poulies sont assez semblables à celles utilisées avec des arcs classiques. Elles sont constituées d'un tube en aluminium, en carbone, ou une combinaison des deux. À cause des contraintes plus fortes auxquelles elles sont soumises, les flèches en bois peuvent casser quand elles sont tirées avec un arc à poulies. Les fabricants produisent des flèches de différentes flexibilités et longueurs, afin qu'un même modèle de flèche puisse s'adapter aux différentes puissances et allonges. Cette flexibilité (« spine ») est un paramètre important pour adapter une flèche à un arc (cf. Paradoxe de l'archer).